# Aphengium cupreum
Aphengium cupreum är en skalbaggsart som beskrevs av Shipp 1897. Aphengium cupreum ingår i släktet Aphengium och familjen bladhorningar. Inga underarter finns listade i Catalogue of Life.